# Агнес Кваџе Ласуба
Агнес Кваџе Ласуба (енгл. Agnes Kwaje Lasuba) је министарка за полне, социјалне и верске односе у Влади Јужног Судана. На позицију је постављена 10. јула 2011. од стране председника државе и премијера Салве Кира Мајардита. Мандат министра је у трајању од пет година. Претходно је обављала исту функцију у Влади Аутономног региона Јужни Судан од 2005. до 2010. године.